# Samotsvet
Samotsvet (en rus: Самоцвет) és un poble (un possiólok) de l'óblast de Sverdlovsk, a Rússia, segons el cens del 2010 tenia 284 habitants.